# Objetor persistente
En derecho internacional, un objetor persistente es un estado soberano que se ha opuesto consistente y claramente a una norma de derecho internacional consuetudinario desde el surgimiento de la norma, y se considera no obligado a observar la norma. El concepto es un ejemplo de la doctrina positivista de que un Estado sólo puede estar obligado por normas a las que ha dado su consentimiento. 
La objeción al surgimiento de una norma puede presentarse en forma de declaraciones que declaran la posición de un Estado sobre un derecho existente, o de acciones en las que un Estado ejerce un derecho existente frente a una norma emergente que amenazaría ese derecho. Las declaraciones hechas en el momento del establecimiento de una norma, como en una reserva a un tratado, ofrecen la expresión más clara de la objeción de un Estado, pero las objeciones también pueden expresarse durante las negociaciones del tratado e incluso en declaraciones de legisladores nacionales que acompañan a la legislación puramente municipal.
El apoyo judicial a la regla del objetor persistente es débil. La Corte Internacional de Justicia ha discutido la regla del objetor persistente in dicta en dos casos: el caso Asilo ( Colombia contra Perú, [1950] CIJ 6) y el caso Pesca ( Reino Unido contra Noruega, [1951] CIJ 3). La Comisión Interamericana de Derechos Humanos rechazó un intento de afirmación de la defensa del objetor persistente en Domingues contra Estados Unidos (2002) basándose en que la prohibición de la pena de muerte juvenil a la que Estados Unidos objetó no era simplemente derecho internacional consuetudinario sino jus cogens, norma que no podía ser derogada. Sin embargo, esto también podría interpretarse como una confirmación de que una defensa de objetor persistente puede superar con éxito una norma del derecho internacional de derechos humanos que no ha alcanzado el estatus de jus cogens . 
Se puede encontrar un apoyo más firme a la norma en los escritos de ciertos juristas .  El American Law Institute fue históricamente un importante contribuyente al desarrollo de una "teoría integral" de la objeción persistente a través de su Tercera Reformulación de la Ley de Relaciones Exteriores de los Estados Unidos de 1987, parte de su serie Restatements of the Law.